# 이고리 라브로프
이고리 빅토로비치 라브로프(러시아어: И́горь Ви́кторович Лавро́в, 1973년 6월 4일~)는 러시아의 은퇴한 핸드볼 선수로 포지션은 센터백이다. 2000년 하계 올림픽에서 금메달을 획득한 러시아 핸드볼 국가대표팀의 일원이다. 또한 세계 선수권 대회와 유럽 선수권 대회에서 각각 우승 1회, 준우승 1회를 차지했다.